# Sollbruchstelle (Film)
Sollbruchstelle, ein Dokumentarfilm von Eva Stotz, hinterfragt das Verhältnis des Menschen zu seiner Arbeit.

## Handlung
Der Film zeigt unterschiedliche Menschen in verschiedenen Lebenssituationen mit und ohne Arbeit:
- Franz Stotz, der per Gericht eine Wiedereinstellung erzwang, aber keine Aufgabe bekam
- Teilnehmer eines Managementtrainings
- Schüler im Vorstellungstraining
- Ein junger Mann, der als lebendes Objekt in einem Werbeplakat sein Geld verdient

## Kritiken
„Auf assoziative Weise verknüpft „Sollbruchstelle“ urbane Alltagsszenen und gleichnishafte Reflexionen zu einer Momentaufnahme Deutschlands in der Orientierungslosigkeit. Mit so eindringlichen wie diskursiven Mitteln regt der Film den Zuschauer an, den eigenen Standpunkt zu überprüfen, die eigene Sollbruchstelle zu finden.“

## Auszeichnungen
- 2008: Duisburger Filmwoche: Förderpreis der Stadt Duisburg[1]
- 2009: Deutscher Fernsehpreis: Förderpreis für Eva Stotz